# Terrington St John
Terrington St John – wieś w Anglii, w hrabstwie Norfolk, w dystrykcie King’s Lynn and West Norfolk. Leży 70 km na zachód od Norwich i 136 km na północ od Londynu. Miejscowość liczy 882 mieszkańców.